# 은매화
은매화(銀梅花, 학명: Myrtus communis 미르투스 콤무니스[*])는 도금양과의 상록 관목이다.
유대교 초막절 때 쓰이는 "네 가지 식물(히브리어: ארבעת המינים 아르바아트 하미님)" 가운데 하나로, 《토라》의 〈레위기〉 23장 40절에서 "무성한 나뭇가지(히브리어: עֵץ־עָבֹת 에츠아보트)"라고 언급되며, 《탈무드》 전통에서는 잎사귀가 달린 은매화 가지가 "하다스(히브리어: הדס)"라 불린다.

## 갤러리

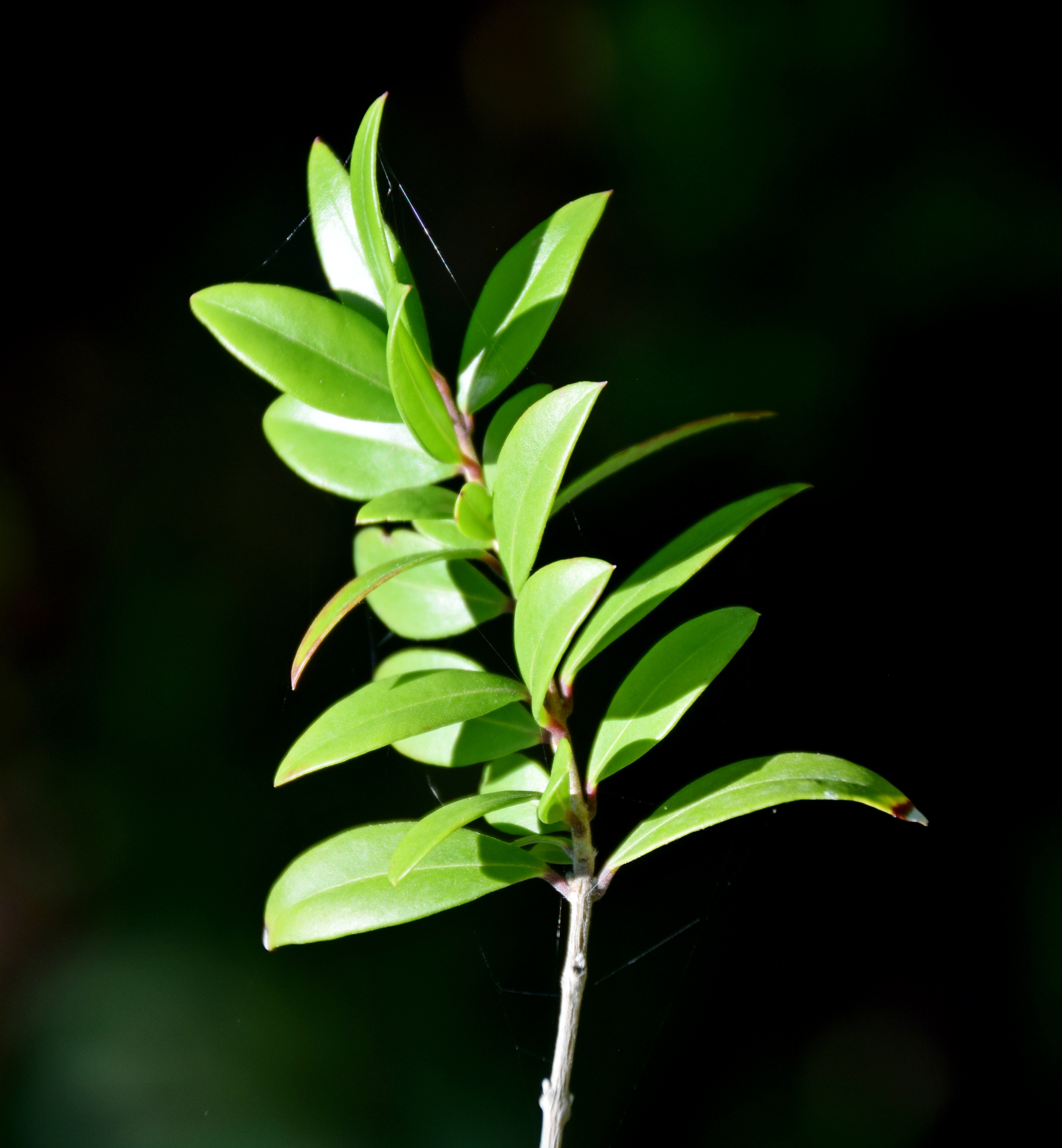
잎
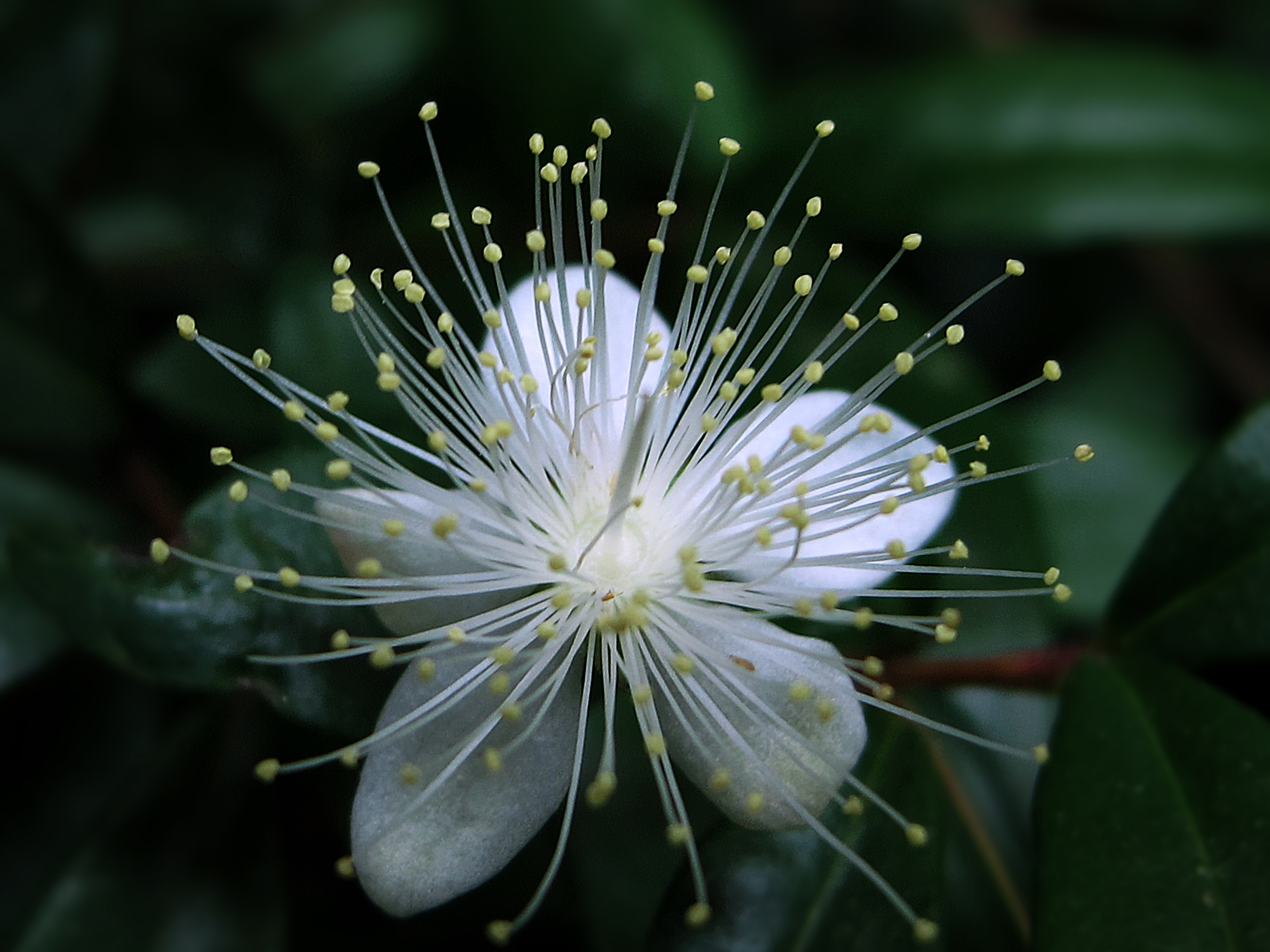
꽃
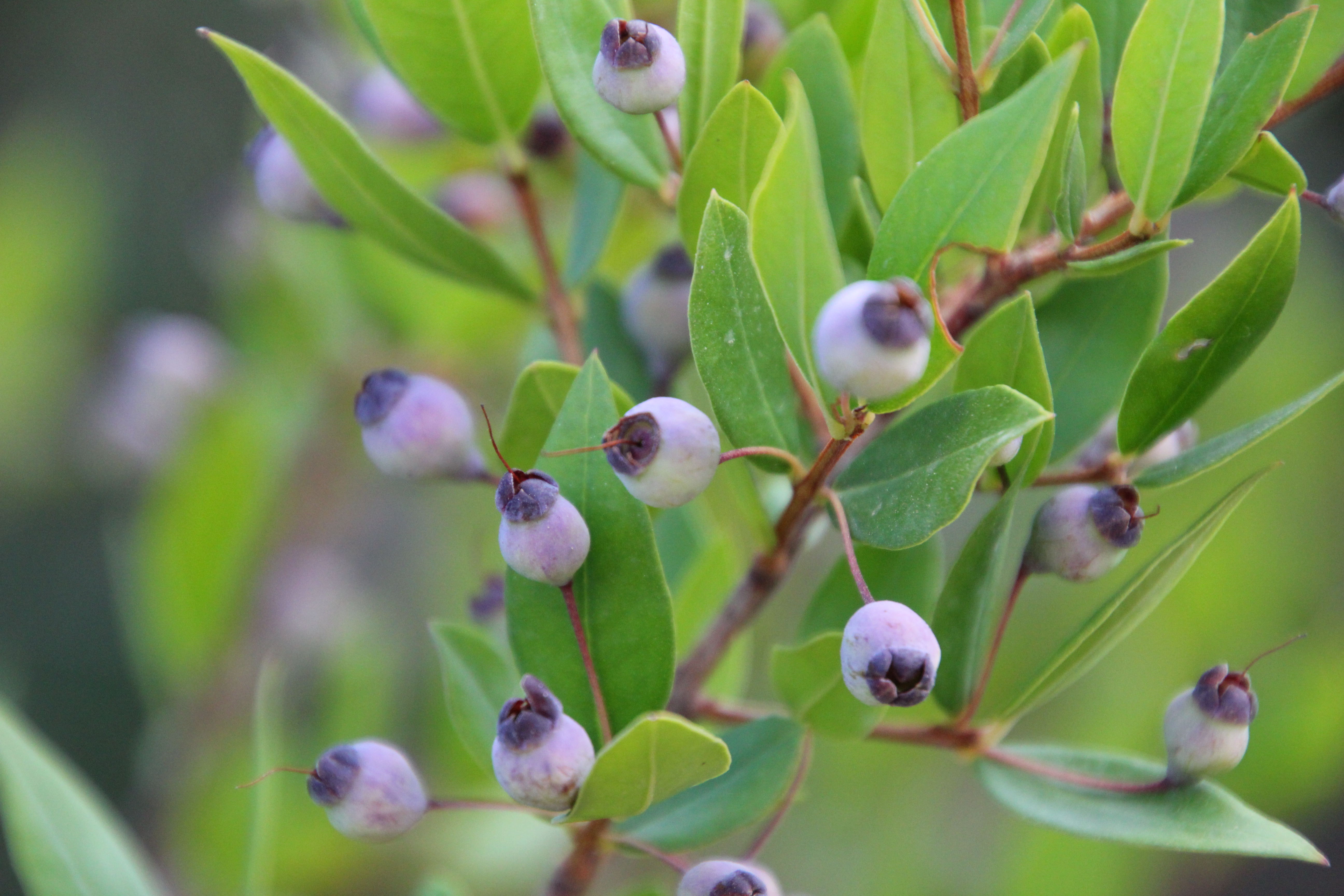
열매